# Alte Maße und Gewichte (Schottland)
In Schottland haben sich trotz der englischen Herrschaft lange Zeit lokale Einheiten erhalten, ebenso in Irland, aber nicht in Wales. Die Namen der Maße sind teilweise identisch und auch ihre Größen gleichen sich, doch gibt es gleichsam erhebliche Unterschiede.

## Länge
| inch | Zoll  |                   | ≈ 25,54 mm = 2,554 cm   |
| foot | Fuß   | 12 inches         | ≈ 306,45 mm = 3,0645 dm |
| ell  | Elle  | 37 inches         | ≈ 945 mm = 9,45 dm      |
| fall |       | 6 ells = 18½ feet | ≈ 5,669 m (Meter)       |
| mile | Meile | 320 falls         | ≈ 1,8142 km             |

Fuß und Zoll waren in Schottland nur leicht größer als in England, wo die Elle wenig und fall gar nicht verbreitet war. Die schottische Meile ist deutlich größer als die englischen Landmeilen und erreicht fast die Länge einer Seemeile (1,852 km). Die König-David-Elle von 37 Zoll galt (im Schneiderwesen) in ganz Schottland vom 12. bis ins 19. Jahrhundert, doch gab es lokale Variationen bis zu 41 inches.

## Volumen
| gill     |         | ¼ mutchkin   | ≈ 107,661 ml ≈ 1,08 dl    |
| mutchkin |         | ½ chopin     | ≈ 430,6644 ml ≈ 4,31 dl   |
| chopin   |         | ½ pint       | ≈ 861,3288 ml ≈ 8,61 dl   |
| pint     | Pint    | ⅛ gallon     | ≈ 1,7226576 l (Liter)     |
| gallon   | Gallone | 827,23 inch³ | ≈ 13,781261 l ≈ 1,378 dal |

Einzig das gill ist ähnlich groß wie sein englisches Pendant (142 ml, US: 118 ml). Die schottischen Pinten und Gallonen sind rund dreimal so groß wie die englischen (568 ml und 4,55 l). Die anderen, mutchkin und chopin, gab es im Süden der Insel nicht.
| Name           |               | Weizen      | Gerste      |
| -------------- | ------------- | ----------- | ----------- |
| chalder        | 16 bolls      | ≈ 2304,50 l | ≈ 3361,86 l |
| boll           | 4 firlot      | ≈ 144,03 l  | ≈ 210,12 l  |
| firlot         | 4 pecks       | ≈ 36,01 l   | ≈ 52,53 l   |
| peck           | 4 lippies     | ≈ 9,00 l    | ≈ 13,13 l   |
| lippie, forpet | 1 21/64 pints | ≈ 2,25 l    |             |
| lippie, forpet | 1 15/16 pints |             | ≈ 3,28 l    |
| pint           |               | ≈ 1,69 l    | ≈ 1,69 l    |

## Gewicht
| stone | Stein         |                                | 16 pounds                      | 16 pounds                      |                                |                                |                                |
| stone | Stein         |                                | ≈ 7,90 kg                      | ≈ 9,87 kg                      |                                |                                |                                |
| pound | Pfund         | 12 ounces                      | 16 ounces                      | 20 ounces                      |                                |                                |                                |
| pound | Pfund         | = 373,2417216 g                | ≈ 493,517 g                    | ≈ 616,896 g                    |                                |                                |                                |
| ounce | Unze          | 16 drops = 480 grains          | 16 drops = 476 grains          | 16 drops = 476 grains          |                                |                                |                                |
| ounce | Unze          | = 31,1034768 g                 | = 30,84428116 g                | = 30,84428116 g                |                                |                                |                                |
| drop  |               | 30 grains                      | 29¾ grains                     | 29¾ grains                     |                                |                                |                                |
| drop  | = 1,9439673 g | = 1,9277675725 g               | = 1,9277675725 g               |                                |                                |                                |                                |
| grain | Korn, Gran    | = 64,79891 mg (per Definition) | = 64,79891 mg (per Definition) | = 64,79891 mg (per Definition) | = 64,79891 mg (per Definition) | = 64,79891 mg (per Definition) | = 64,79891 mg (per Definition) |

Die angegebenen Werte basieren teilweise auf der heutigen Definition des grain, teilweise sind sie gemessen. Für Edelmetalle entsprechen Pfund, Unze und Korn dem englischen Troy-System. Das »Trone«-System wurde 1617 abgeschafft, hielt sich aber noch einige Jahrzehnte.
Siehe auch: Angloamerikanisches Maßsystem